# Flammona quadrifasciata
Flammona quadrifasciata är en fjärilsart som beskrevs av Walker 1864. Flammona quadrifasciata ingår i släktet Flammona och familjen nattflyn. Inga underarter finns listade i Catalogue of Life.